# Ito Atsushi
Atsushi Ito (sinh ngày 24 tháng 9 năm 1983) là một cầu thủ bóng đá người Nhật Bản.

## Sự nghiệp câu lạc bộ
Atsushi Ito đã từng chơi cho JEF United Chiba và Tochigi SC.